# Asta Kamma August
Asta Kamma August, född 5 november 1991 i Danderyd, är en svensk-dansk skådespelare. 
Hon är dotter till Pernilla August och Bille August och syster till skådespelaren Alba August samt till ytterligare sju halvsyskon, bland andra scenografen Agnes Östergren, manusförfattaren Anders Frithiof August(en) och skådespelaren Amaryllis August.

## Biografi
Asta August är dotter till Pernilla och Bille August och växte inledningsvis upp på Österlen. Senare flyttade hon till Stockholm, på grund av modern Pernillas arbete på Dramaten. När Asta August var sex år gammal skilde sig föräldrarna.
Under uppväxten tillbringade Asta August och systern Alba mycket tid i film- och teatermiljöer, och senare kom båda två att själva sikta mot en karriär som skådespelare. Hon studerade på Södra Latins teaterlinje, sökte till scenskolan i Malmö men antogs inte.
Asta August debuterade i en mindre roll i långfilmen Anna (2000), följt av en roll i Pernilla Augusts regidebut, kortfilmen Blindgångare (2005). På scen medverkade hon i tre uppsättningar på Turteatern i Stockholm 2011–2012, Det stundande upproret, Juliette och Politiska snuskbarn samt i Mens – The Musical på Dramaten 2015.
Under 2013–2017 studerade hon vid Den danske scenekunstskole i Århus, och hon har därefter främst varit verksam i Danmark. För rollen som "Ofelia" i Shakespeares Hamlet vid Vendsyssel teater (2017) tilldelades hon Årets Reumerts Talangpris och Lauritzen-priset "Believe in You" 2018.
Stor uppmärksamhet fick hon även för sin roll i My Heartache Brings All the Boys to the Yard på Århus teater (2018), och samma år spelade hon även "Ida" i musikteaterföreställningen om Emil i Lönneberga på Folketeatret i Köpenhamn. 2022 spelade hon Karin Stolpe i Bränn alla mina brev, med Björn Runge som regissör.
På tv har hon bland annat medverkat i danska tv-serierna Arvingarna (2014) och Follow the Money (2019). 2023 spelade hon rollen "Annie Raft" i Händelser vid vatten efter Kerstin Ekmans roman med samma namn, och året efter medverkade hon i Thomas Vinterbergs TV-serie En familj som vår. I Händelser vid vatten deltog även Asta Augusts mor Pernilla och hennes yngre syster Alba, som en äldre upplaga av "Annie Raft" och dennas dåvarande dotter.
För rollen som "Susanne" i serien Sjuksystrarna på Fredenslund (2018–) nominerades hon till en Robert som "Bästa kvinnliga biroll" 2019.

## Priser och utmärkelser
- 2018 – Årets Reumerts Talangpris
- 2018 – Lauritzen-priset
- 2019 – Nominerad till Robert för "Bästa kvinnliga biroll i tv-serie"
- 2024 – en av "Europas tio Shooting Stars", utdelad av European Film Promotion på Berlinale[1][4]

## Filmografi i urval
- 2018 – Sjuksystrarna på Fredenslund (TV-serie)
- 2019 – Follow the Money (TV-serie)
- 2022 – Bränn alla mina brev
- 2023 – Händelser vid vatten (TV-serie)
- 2023 – Hypnosen
- 2024 – En familj som vår (TV-serie; dansk originaltitel: Familier som våres)

## Teaterroller (ej komplett)
| År   | Roll        | Produktion                                                      | Regi                | Teater                        |
| ---- | ----------- | --------------------------------------------------------------- | ------------------- | ----------------------------- |
| 2011 | L2          | Det stundande upproret Helena Granström                         | Erik Holmström      | Turteatern                    |
| 2011 |             | Juliette Markis de Sade                                         | Nils Poletti        | Turteatern                    |
| 2012 |             | Politiska snuskbarn och deras djur Ensemblen                    | Nils Poletti        | Turteatern                    |
| 2012 | Valerie     | Ladyfest Tribute Ensemblen                                      | Ensemblen           | Potato Potato                 |
| 2015 |             | Mens – The Musical Rebecka Cardoso                              | Rebecka Cardoso     | Dramaten                      |
| 2016 | Sarah       | I udkanten Lars Dammark och Anders Valentinus Dam               | Hans Rønne          | Teater O, Århus               |
| 2016 | Mary        | De rene rum Amalie Olesen                                       | Liv Helm            | Århus teater                  |
| 2017 | Ofelia      | Hamlet William Shakespeare                                      | Jacob Schjødt       | Vendsyssel teater, Vendsyssel |
| 2018 |             | My Heartache Brings all the Boys to the Yard Nanna Cecilie Bang | Morten Lundgaard    | Århus teater                  |
| 2018 | Ida         | Emil i Lönneberga Astrid Lindgren                               | Leiv Arne Kjøllmoen | Folketeatret, Köpenhamn       |
| 2019 | Flera olika | En julsaga (Et juleeventyr) Charles Dickens                     | Viktor Tjerneld     | Nørrebro teater, Köpenhamn    |